# Communauté de communes du Pays d'Orthe
La communauté de communes du Pays d'Orthe est une ancienne communauté de communes française, située dans le département des Landes et la région Nouvelle-Aquitaine.

## Historique
Elle a été créée le 23 décembre 1993 pour une prise d'effet au 31 décembre 1993.
Elle fusionne avec la communauté de communes de Pouillon pour former la communauté de communes du Pays d'Orthe et Arrigans au 1er janvier 2017.

## Composition
Elle regroupait 15 communes, soit les 13 de l'ancien canton de Peyrehorade auxquelles s'ajoutent Cagnotte et Labatut :
| Nom                   | Code Insee | Gentilé         | Superficie (km2) | Population (dernière pop. légale) | Densité (hab./km2) |
| --------------------- | ---------- | --------------- | ---------------- | --------------------------------- | ------------------ |
| Orthevielle (siège)   | 40212      | Ortheviellois   | 13,94            | 904 (2014)                        | 65                 |
| Bélus                 | 40034      | Bélusien        | 11,84            | 616 (2014)                        | 52                 |
| Cagnotte              | 40059      | Cagnottais      | 14,68            | 764 (2014)                        | 52                 |
| Cauneille             | 40077      | Cauneillais     | 15,42            | 815 (2014)                        | 53                 |
| Hastingues            | 40120      | Hastingòt       | 14,54            | 575 (2014)                        | 40                 |
| Labatut               | 40132      | Labatutois      | 20,95            | 1 422 (2014)                      | 68                 |
| Oeyregave             | 40206      | Ueiròt          | 8,03             | 350 (2014)                        | 44                 |
| Orist                 | 40211      | Oristois        | 14,76            | 695 (2014)                        | 47                 |
| Pey                   | 40222      | Pireutchs       | 13,85            | 687 (2014)                        | 50                 |
| Peyrehorade           | 40224      | Peyrehoradais   | 16,11            | 3 614 (2014)                      | 224                |
| Port-de-Lanne         | 40231      | Port-de-Lannais | 12,68            | 954 (2014)                        | 75                 |
| Saint-Cricq-du-Gave   | 40254      | Saint-Cricquais | 8,70             | 396 (2014)                        | 46                 |
| Saint-Étienne-d'Orthe | 40256      | Stéphanois      | 11,07            | 690 (2014)                        | 62                 |
| Saint-Lon-les-Mines   | 40269      | Saint-Lonnais   | 21,82            | 1 169 (2014)                      | 54                 |
| Sorde-l'Abbaye        | 40306      | Sordais         | 16,34            | 657 (2014)                        | 40                 |

## Démographie
| 2007   | 2013   |
| ------ | ------ |
| 13 492 | 14 284 |